# Сорокин трип
«Сорокин трип» — документальный фильм Юрия Сапрыкина и Антона Желнова, посвященный биографии и избранным произведениям российского писателя Владимира Сорокина. Фильм представляет процесс становления Сорокина как автора через выстроенные в хронологическом порядке события и культурные явления, в которые писатель был так или иначе вовлечен. Картина вышла осенью 2019 года, первый трейлер к ней был опубликован 7 августа — в день рождения самого Сорокина.

## Описание
Повествование проходит через несколько условных этапов биографии Сорокина. Начальная стадия фильма отвечает за «среду» — рассказ концентируется на круге московских концептуалистов (Эрик Булатов, Илья Кабаков, Андрей Монастырский), где Сорокин, по его собственному выражению, «занял место прозаика». По мнению Антона Желнова, одним из ключевых героев фильма стал художник Андрей Монастырский, сыгравший заметную роль в жизни Сорокина:
Мой любимый момент — их история взаимоотношений с Монастырским. Монастырский — это второй герой этого фильма, абсолютно недооцененный художник, повлиявший на Сорокина не меньше, чем Кабаков, о чем мало кто знает, только искусствоведы. Мы попытались именно вывести не самого популярного, к сожалению, в стране человека во вторые герои.
На протяжении всего фильма рассказ затрагивает несколько ключевых произведений писателя — в частности, «Норму», «Очередь», «Голубое сало», «День опричника», «Метель» и «Теллурию». Также фильм, впервые за долгое время, кратко затрагивает историю взаимоотношения Сорокина с семьей — здесь присутствуют интервью с дочерями писателя, а также его собственные воспоминания о детстве и родителях.
Ближе к концу в фильме затрагивается скандал, связанный с романом Сорокина «Голубое сало» — в начале двухтысячных, вскоре после выхода книги, движение «Идущие вместе» организовало несколько акций, направленных против сорокинской литературы, и романа в частности. Так, в 2002 году организация установила у Большого театра огромный унитаз, куда активисты демонстративно скидывали копии «Голубого сала». В фильме приводятся документальные кадры этой акции, а также комментарии самого Сорокина, который, по его словам, вдохновился этими событиями при создании одного из следующих своих романов — «Дня Опричника». Это не единственный связанный с Большим театром скандал, который упоминается в фильме — в нём также присутствуют фрагменты из поставленной в театре оперы «Дети Розенталя», либретто к которой написал Сорокин, что также вызвало волну возмущений..
Помимо «Детей Розенталя», авторы обращаются и к новейшим примерам «театрализации» Сорокина — в фильме присутствуют кадры из постановки Константина Богомолова по роману «Теллурия», также упоминается грядущая премьера «Нормы» под авторством все того же Богомолова.
Кадры исторической хроники и интервью с современниками в фильме перемежаются вставками высказываний самого Владимира Сорокина, записанными во время его разговоров с авторами фильма Антоном Желновым и Юрием Сапрыкиным. В этих вставках Сорокина затрагивает как темы литературы и искусства через его к ним отношение, так и обращается к собственному прошлому, соотнося его с той или иной книгой. Литературой, как уже сказано, повествование не ограничивается — так, в какой-то момент Сорокин демонстрирует коллекцию написанных им портретов Федора Достоевского

## Создатели фильма
- Антон Желнов — автор, сценарист
- Юрий Сапрыкин — автор
- Илья Белов — режиссёр
- Михаил Кричман — оператор
- Наталья Голодова — продюсер

## История создания
Съемки фильма проходили в 2019 году в Берлине и Москве, причем как дома у самого Владимира Сорокина, так и в городских декорациях. Так, часть сцен снята на территории Московской канатной дороги на Воробьевых горах.
С самим Сорокиным авторы разговаривали две недели — по одной в каждом из городов.
Режиссёр у фильма тот же, что и у предыдущих документальных проектов Антона Желнова («Бродский не поэт», «Саша Соколов. Последний русский писатель») — Илья Белов. Оператором стал Михаил Кричман, работавший, в частности, на съемках «Левиафана» Андрея Звягинцева.
Значительная часть съемочной группы также принимала участие в съемках фильма «Кабаковы. Бедные люди», снятого все тем же Антоном Желновым к 85-летию художника-концептуалиста Ильи Кабакова.
«Сорокин трип» сделан по тем же принципам, что характерны для других документальных проектов Желнова — здесь отсутствует повествователь, закадровая речь ограничивается монологами непосредственно героев фильма. Визуальные графические приемы, при этом, здесь используются реже и умереннее, нежели в «Бедных людях» — в новом фильме их использование ограничивается «оживлением» архивных фото при помощи анимаций.
В своем интервью российскому Esquire Юрий Сапрыкин говорил, что фильм намеренно проходит мимо самых традиционных вопросов Сорокину — в частности тех, что касаются актуальной общественно-политической повестки и предсказательного характера его литературы. Вместо этого создатели решили обратиться «внутрь» самого писателя, и, как говорит сам Сапрыкин, понять, «что это за человек», пронаблюдав за ним как на личном уровне, так и через зеркало общественных резонансов разного времени..:
Этот фильм — попытка что-то понять про Сорокина как человека и найти для этого адекватный визуальный язык. Если б вы меня спросили, что действительно удалось, — мне кажется, то, что сделал как оператор Михаил Кричман — абсолютно выдающаяся работа в смысле создания образа. Такого иконического образа, который очень похож на Сорокина-человека. По ритму, по интонации, по цветовой гамме — это удачно стыкуется с человеческим впечатлением от героя..

## Критика и рецензии
Автор издания «Москвич Mag» Ярослав Забалуев в своей статье, посвященной фильму, отметил большой интерес самого наблюдения за Сорокиным в фильме, при этом, однако, ставя это в заслугу скорее самому писателю. По мнению Забалуева, авторы фильма, используя «намеренно обезличенный подход» и подстраивались под Сорокина, не донесли до зрителя собственного посыла:
«Сорокин трип» в соответствии с названием и художественными повадками героя похож на видеоинсталляцию или еще одно «коллективное действие». Однако придется смириться с тем, что зрителю, знакомому с творчеством героя, фильм не сообщит ничего принципиально нового, а человек со стороны, скорей всего, ничего во всем этом не поймет.
Создатель фильма Юрий Сапрыкин с этим высказыванием частично согласился, отметив, что создатели хотели сделать фильм, который сам по себе, при помощи художественного языка и работы с героем, что-то расскажет зрителю.
Журналист «Российской газеты» Алексей Литовченко отозвался о фильме сдержанно, охарактеризовав его как «обыкновенную документалку», усомнившись, что фильм может рассказать что-то новое аудитории, знакомой с писателем. При этом, по мнению Литовченко, человек, до этого незнакомый с Сорокиным, на фильм вряд ли попадёт:
Задумчивая светлая ностальгия по старым и вместе с тем таким недавним временам.
В рецензии в журнале GQ за авторством Анны Аничковой фильм, в свою очередь, назван «прекрасно деконструированным повествованием», внешнее исполнение которого «прекрасно рифмуется с содержанием».